# Біо-тек

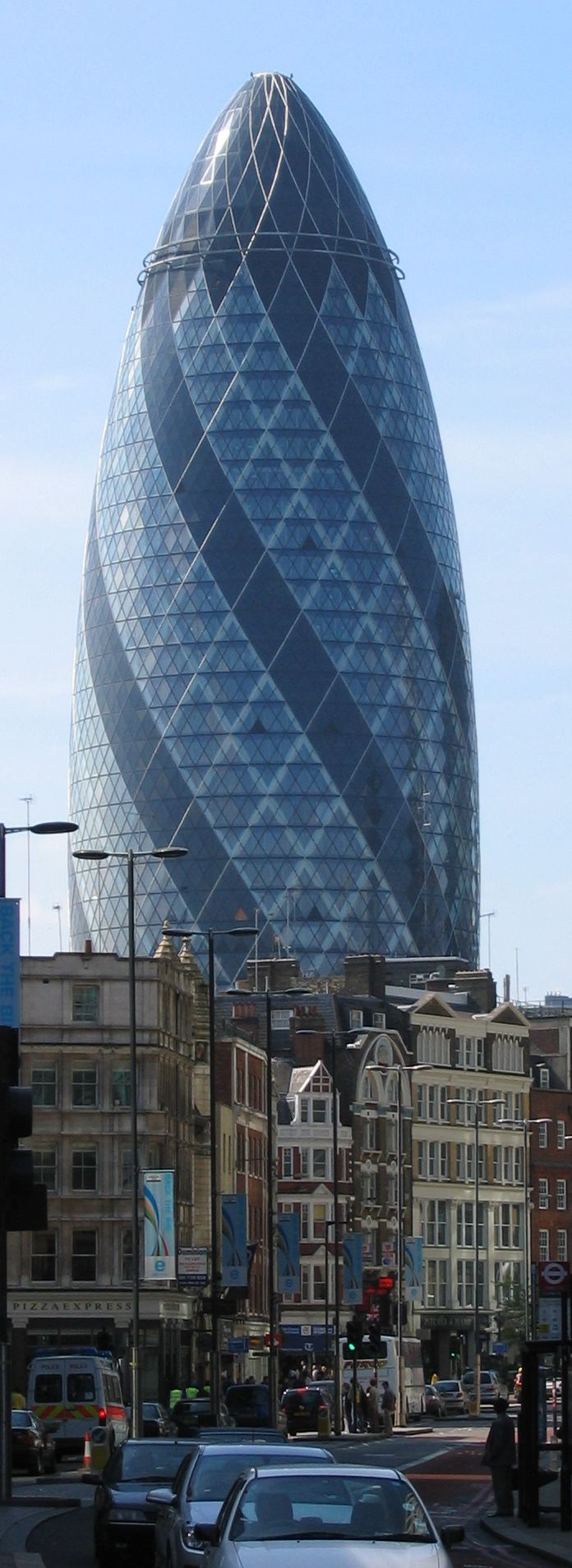
Лондонський «Огірок» (арх. Норман Фостер) називають маніфестом біо-теку.

Біо-тек, або Архітектурно-будівельна біоніка — назва сучасної «нео-органічної» архітектури, де виразність конструкцій досягається запозиченням природних форм. Нерідко її протиставляють хай-теку.
Елементи біоніки властиві будівлям німецького експресіонізму 1920-х рр. і структурного експресіонізму 1960-х. Ще експресіоністи встановили, що пряме копіювання природних форм не приносить позитивних результатів, оскільки в архітектурній споруді з'являються нефункціональні зони. Концепція біоурбаністики припускає не лише опосередковане, але й пряме використання форм живої природи в архітектурі (у вигляді елементів природного ландшафту, живих рослин).
Цей архітектурний стиль перебуває в процесі активного становлення, внаслідок чого його теоретична і дослідницька компонента переважає над містобудівною практикою. Головне протиріччя архітектурної біоніки: консервативне прямокутне планування і конструктивна схема будівель протистоять біоморфним криволінійним формам, оболонкам, самоподібним фрактальним формам. Гідне естетичне і економічно виправдане рішення цього протиріччя — одне з основних завдань біо-теку.

## Архітектори-практики біо-теку
- Грег Лінн
- Фрай Отто
- Бейтс Смарт
- Ніколас Грімшоу
- Сантьяго Калатрава
- Кен Янг
- Майкл Соркін
- Норман Фостер

## Фототека

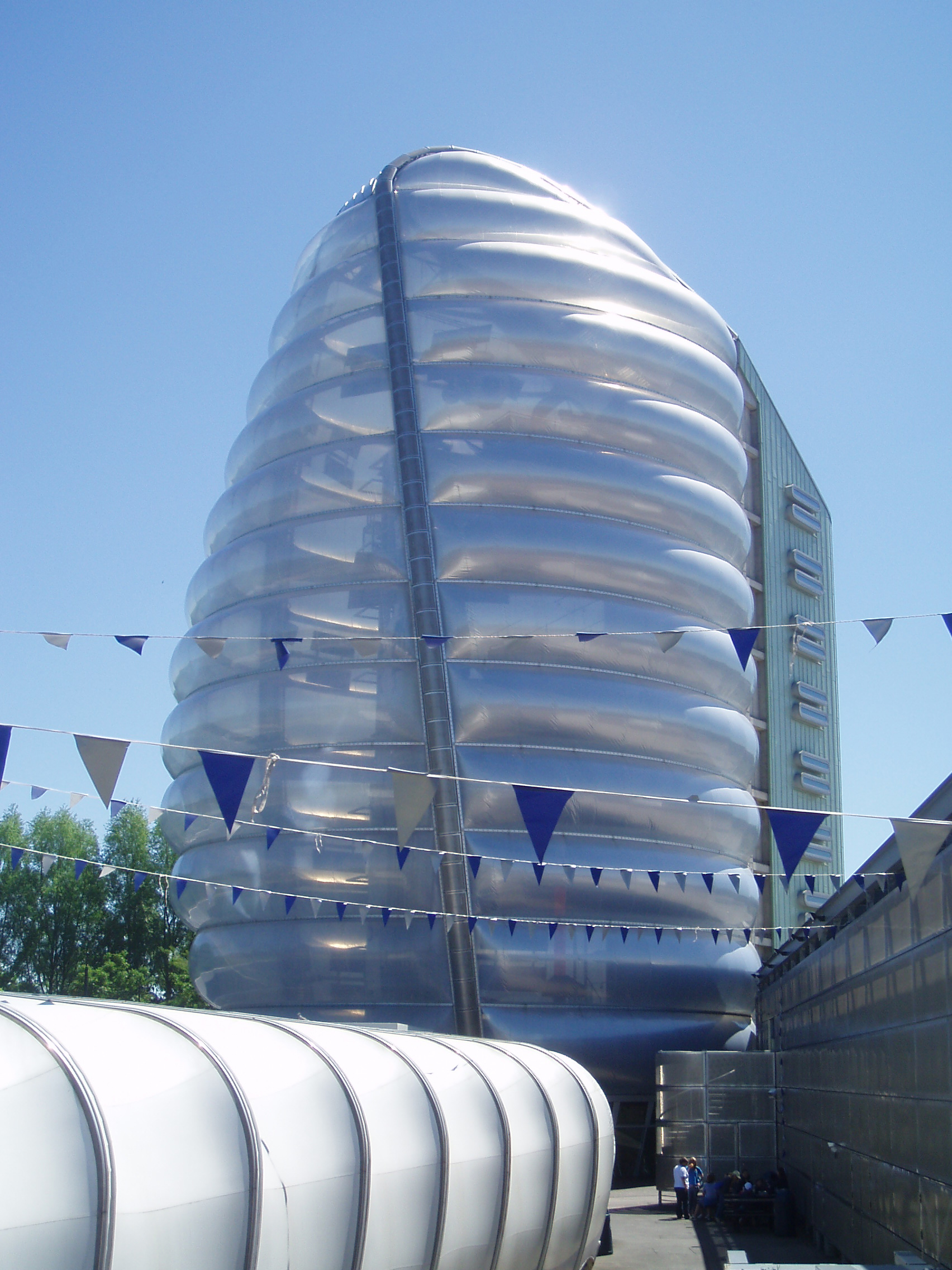
Національний космічний центр Великої Британії (арх. Ніколас Грімшоу).
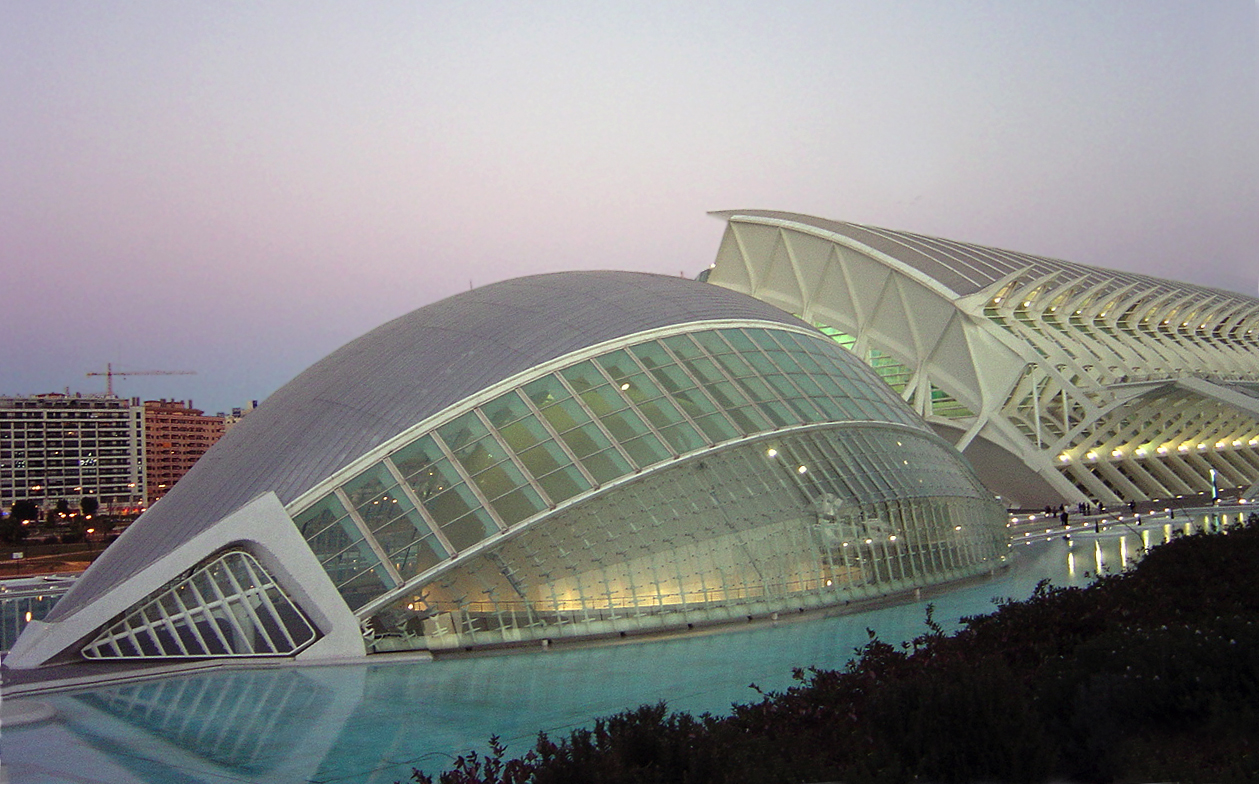
Місто мистецтв і наук, Валенсія (арх. Сантьяго Калатрава)
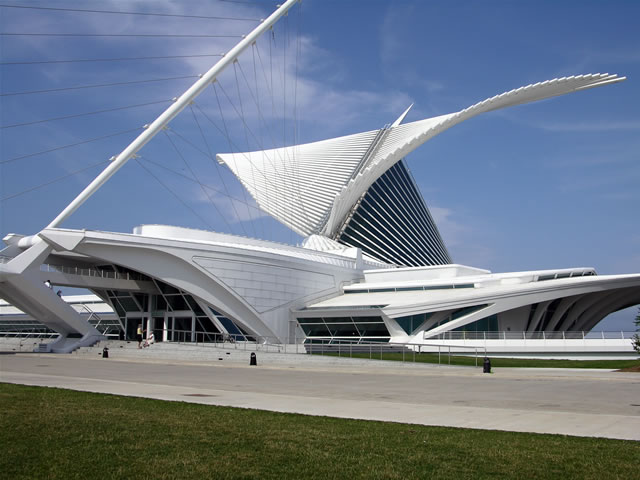
Художній музей Мілвокі (арх. Сантьяго Калатрава)
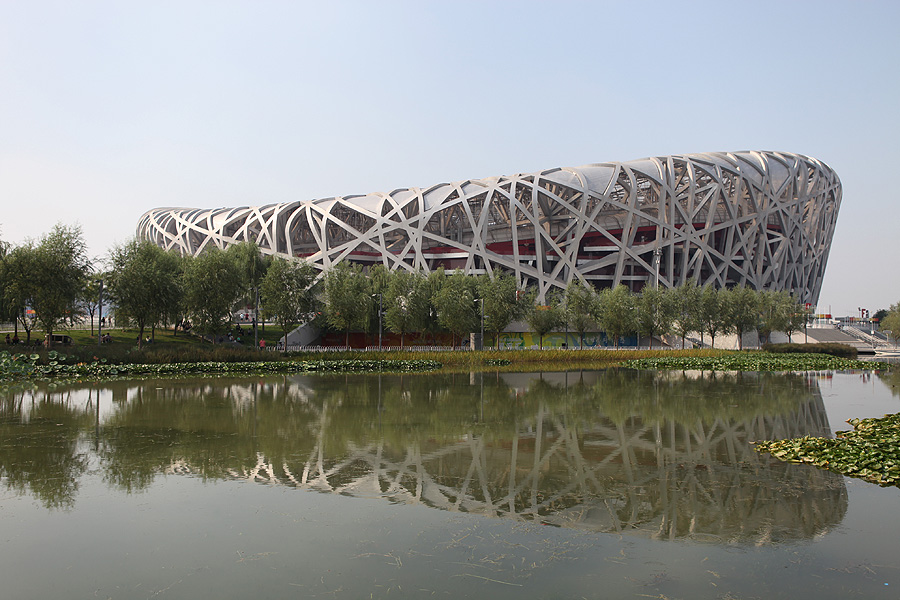
Національний стадіон, Пекін (арх. Херцог і де Мьорон)